# Петрелла-Сальто
Петрелла-Сальто (італ. Petrella Salto) — муніципалітет в Італії, у регіоні Лаціо, провінція Рієті.
Петрелла-Сальто розташована на відстані близько 70 км на північний схід від Рима, 20 км на південний схід від Рієті.
Населення — 1198 осіб (2014).

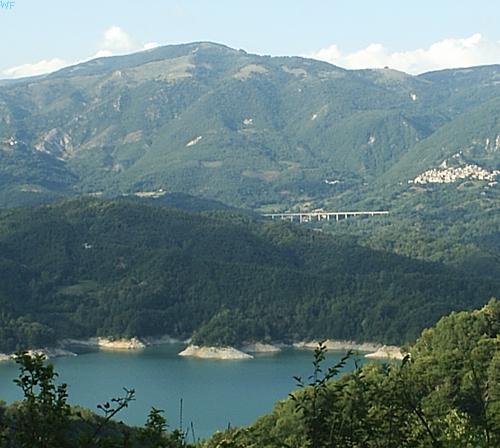

Щорічний фестиваль відбувається 16 серпня. Покровитель — san Rocco.

## Демографія
Населення за роками:

Станом на 1 січня 2023 року в муніципалітеті офіційно проживало 46 іноземців з 12 країн, серед них 29 громадян країн Євросоюзу та 3 громадяни України.

## Сусідні муніципалітети
- Антродоко
- Борго-Веліно
- Читтадукале
- Кончерв'яно
- Фьяміньяно
- Лонгоне-Сабіно
- Пескорокк'яно
- Варко-Сабіно